# Skoura M'Daz
Skoura M'Daz  (in arabo سكورة مداز‎?) è un centro abitato e comune rurale del Marocco situato nella provincia di Boulemane, regione di Fès-Meknès. Conta una popolazione di 8 462 abitanti (censimento 2014).